# Straight to You / Jack the Ripper
Pierwszy z dwóch singli wydanych z płyty Henry’s Dream w roku 1992. 
Na wydawnictwie znajdują się dwie kompozycje autorstwa Cave’a oraz utwór Blue Bird
1. Straight to You
2. Jack The Ripper
3. Blue Bird